# John Romero
John Romero (Colorado Springs, 28 oktober 1967) is een Amerikaans ontwerper en programmeur van computerspellen. Samen met een paar collega's, John Carmack, Tom Hall en Adrian Carmack, stichtte hij id Software, waar hij de rol van ontwerper had.
Romero heeft gewerkt aan spellen zoals Wolfenstein 3D, Dangerous Dave, Hexen: Beyond Heretic, en de Doom en Quake computerspelseries.
Hij was de eerste die de FPS-term "deathmatch" introduceerde.

## Levensloop
Romero's eerste baan in de computerspelindustrie was bij Origin Systems in 1987. Hij werkte aan de Apple II naar Commodore 64 port van het spel 2400 A.D., maar dit werd uiteindelijk geannuleerd vanwege de slechte verkoop van het Apple II-spel.
Romero ontmoette John Carmack tijdens zijn werk voor Softdisk, waar ze samenwerkten aan een maandelijks spel voor het computertijdschrift Gamer. In 1991 richtte hij samen met drie collega's het computerspelbedrijf id Software op. Romero had bij id de rol van spelontwerper, en werkte hier van 1991 tot 1996.
Na zijn vertrek bij id Software richtte hij het bedrijf Ion Storm in 1996 op met collega Tom Hall. Hier werkte hij aan een van zijn meest controversiële creaties, Daikatana. Het spel werd aangekondigd in 1997, maar een einddatum werd meerdere malen vooruitgeschoven, en het spel kreeg hierdoor een negatieve bijklank.
In juli 2001 richtten Romero en Hall wederom een nieuw bedrijf op, genaamd Monkeystone Games, voor het ontwikkelen en uitgeven van computerspellen voor mobiele apparaten.
In april 2016 ging Romero een partnerschap aan met Adrian Carmack voor het ontwikkelen van een nieuw FPS-spel genaamd Blackroom. Het project werd aangekondigd op Kickstarter, maar moest na vier dagen verwijderd worden omdat Kickstarter een werkende speldemo eiste.

## Spellen
Een verkorte lijst van spellen waar Romero aan heeft gewerkt:
- Dodge 'Em (1982)
- Scout Search (1984)
- Zork Zero (1989)
- Arthur: The Quest for Excalibur (1989)
- Commander Keen (1990)
- Dangerous Dave in the Haunted Mansion (1991)
- Wolfenstein 3D (1992)
- Doom (1993)
- Doom II: Hell on Earth (1994)
- Rise of the Triad (1994)
- Hexen: Beyond Heretic (1995)
- Quake (1996)
- Doom 64 (1997)
- Daikatana (2000)
- Gauntlet: Seven Sorrows (2005)
- Area-51 (2005)
- Ravenwood Fair (2010)
- Ghost Recon Commander (2012)
- Techno Dash (2014)